# Trudi Canavan
Trudi Canavan (født 23. oktober 1969) er en australsk fantasyforfatter. Hun udgav bestseller serien De sorte troldmænd i 2001-2003.

## Bøger
Trudi Canavan har skrevet flere bøger i forskellige universer. Den mest kendte verden, er den der indeholder Kyralia og Sakana, den er beskrevet i følgende tre serier De sorte troldmænd, Ambassadørens mission og Magikerens læring.

Bogserien bør læses i følgende rækkefølge De sorte troldmænd, Ambassadørens mission og Magikerens læring.
Ambassadørens mission foregår 20 år efter De sorte troldmænd, og Magikerens læring foregår 200 år før De sorte troldmænd.
Som en note, har serien De sorte troldmænd bestået af 6 bind i en ældre udgave. De 6 bind er; Sonea, Fergus hævn, Novice, Den udvalgte, Højmagi og Ikanernes angreb.

Mange af Trudi Canavans bøger er blevet oversat og publiceret af Forlaget Tellerup. Det er desværre ikke alle hendes bøger der er blevet oversat og der er ikke planer om at forsætte den danske version af hendes bøger.

Fra Tellerups side, har man valgt og oversætte de engelske udgaver af bøgerne, således at hver engelsk bog, har fået flere bind i den danske udgave.